# Willardia
Willardia is een geslacht van sponsdieren uit de klasse van de Demospongiae (gewone sponzen).

## Soort
- Willardia caicosensis Willenz & Pomponi, 1996